# Строльман, Алексей Петрович
 Алексей Петрович Строльман  (1811 — 30 декабря 1898) — тайный советник (1875); горный инженер. Почётный член Минералогического общества (1880).

## Биография
Окончил Горный кадетский корпус в 1830 году. В 1833 году был командирован для поиска золотых россыпей в Алтайский горный округ, где открыл ряд золотоносных участков. С 1852 года служил горным начальником Алтайских заводов.
В 1854—1870 годах служил берг-инспектором уральских заводов. Зарекомендовал себя как крупный администратор, занимаясь инспектированием уральских заводов. В 1860-х годах принимал деятельное участие в трудах комиссии по освобождению крестьян; много сделал для устройства быта уральских мастеровых и крестьян, освобожденных от крепостной зависимости.
В 1869 году был членом комитета Екатеринбургского благотворительного общества.
С 1870 года состоял членом Горного совета и Горного учёного комитета. В начале 1880-х годов вышел в отставку.
Награждён орденами Св. Станислава 3-й степени (1838), Св. Анны 3-й степени (1843), Св. Анны 2-й степени (1850), Св. Анны 2-й степени с императорской короной (1856), Св. Владимира 3-й степени (1861), Св. Станислава 2-й степени (1863), Св. Анны 1-й степени (1867), Св. Анны 1-й степени с императорской короной (1872), Св. Владимира 2-й степени (1880).
Опубликовал ряд статей в «Горном Журнале» и фундаментальную историческую работу «О постепенном ходе горного дела в России».
С 1870 года Алексей Петрович был действительным членом Уральского общества любителей естествознания, с 1880 года — почётным членом Минералогического общества.
Его сын Сергей также стал горным инженером.